# Смит, Джон Стаффорд
Джон Стаффорд Смит (англ. John Stafford Smith, 1750—1836) — британский музыковед, композитор и церковный органист, наиболее известен как автор музыки к «песне Анакреонта», которая в 1931 году стала мелодией государственного гимна США.

## Биография
Джон Смит был сыном Мартина Смита, служившего органистом Глостерского собора с 1743 до 1782 годы. в этом же соборе 30 марта 1750 года крестили новорожденного Джона. Джон пошёл по стопам отца — окончив школу при Глостерском соборе, он стал певцом в хоре мальчиков, после чего продолжил карьеру в хоре мальчиков Королевской капеллы в Лондоне, где его наставником был известный композитор Уильям Бойс.
В 1770-х годах Джон Смит приобрёл известность как композитор и органист. С 1772 года выходят в свет его музыкальные сочинения, а в 1773 году Смит выиграл два приза лондонского гли-клуба Noblemen and Gentlemen’s Catch Club. В конце 1770-х Смит стал членом Анакреонтского общества — клуба лондонских интеллектуалов, членами которого в разное время были критик Сэмюэл Джонсон, писатель Джеймс Босуэлл и художник Джошуа Рейнолдс. Название своему клубу его члены дали в честь древнегреческого лирического поэта Анакреонта, который писал гедонистические оды о радостях любви и вина. Хотя клуб имел неофициальный характер, его участники решили сочинить гимн своего сообщества. получивший название Анакреонтская песнь. Слова гимна приблизительно в 1778 году сочинил тогдашний президент клуба Ральф Томлинсон (1744—1778), а музыку к ним написал Джон Смит. Точное время написания музыки гимна не установлено, в 1783 году его текст и ноты были опубликованы без указания авторов в журнале англ. The Vocal Enchantress. Мелодия гимна, написанная Смитом, скоро приобрела большую популярность как в Великобритании, так и за её пределами.
В 1784 году Смит становится композитором Королевской капеллы, а с 1802 и до своей кончины занимал должность её первого органиста. Также с 1805 по 1817 годы Смит был Детским мастером — руководителем хора мальчиков Королевской капеллы. На протяжении своей карьеры Смит был певцом в хоре Вестминстерского аббатства. В 1790 году Джон Смит в качестве органиста принимал участие в фестивале трёх хоров в Глостере.
Смит считается первым британским музыковедом, который всерьёз занялся изучением истории народной музыки и сбором древних музыкальных рукописей. В 1779 году Смит начал издание «Сборника английских песен» (англ. A Collection of English Song). В его личной библиотеке хранились такие документы, как Old Hall Manuscript, копия Ulm Gesangbuch 1538 года, а также сочинения XII века, в том числе некоторые Григорианские песнопения. Публикация Д.Смита «Musica Antiqua» (1812) включает партитуры произведений Якоба Обрехта, Адриана Вилларта, Якоба Клемента и Кристобаля де Моралеса с историческими комментариями по каждой пьесе.
Джон Смит никогда не был женат. Он умер в 1836 году в Лондоне и похоронен в Глостерском соборе.

## Музыка гимна США
В 1814 году американский адвокат и поэт-любитель Фрэнсис Скотт Ки, который во время англо-американской войны 1812—1815 годов был очевидцем обстрела крепости Макгенри в Балтиморе британскими кораблями, написал поэму «Оборона Форта Макгенри». Фрагмент этой поэмы, получивший название «The Star-Spangled Banner» («Знамя, усыпанное звёздами») был положен на музыку гимна «Анакреонтского общества», написанную Смитом, после чего эти слова и музыка стали официально использоваться в Военно-морских силах США (в 1889), затем в Белом доме (в 1916), а 3 марта 1931 года Конгресс США принял закон, подписанный президентом Г. Гувером, согласно которому они утверждались государственным гимном США.